# Myrsine dependens
Myrsine dependens är en viveväxtart som först beskrevs av Hipólito Ruiz López och Pav., och fick sitt nu gällande namn av Sprengel. Myrsine dependens ingår i släktet Myrsine och familjen viveväxter. Inga underarter finns listade i Catalogue of Life.